# Bruxelles-Ingooigem 1988
La Bruxelles-Ingooigem 1988, quarantunesima edizione della corsa, si svolse il 15 giugno. Fu vinta dal belga Gino De Backer della squadra ADR-Anti-M-Enerday davanti ai connazionali Jan Bogaert e Marnix Lameire.

## Ordine d'arrivo (Top 10)
| Pos. | Corridore          | Squadra        | Tempo    |
| ---- | ------------------ | -------------- | -------- |
| 1    | Gino De Backer     | ADR            | 4h28'00" |
| 2    | Jan Bogaert        | Intral Renting | a 8"     |
| 3    | Marnix Lameire     | ADR            | s.t.     |
| 4    | Danny De Bie       | SEFB           | s.t.     |
| 5    | Dick Dekker        | TVM-Van Schilt | s.t.     |
| 6    | Johan Devos        | ADR            | s.t.     |
| 7    | John van den Akker | Roland         | s.t.     |
| 8    | Edwin Bafcop       | Hitachi        | s.t.     |
| 9    | Willem Wijnant     | Sigma-Fina     | s.t.     |
| 10   | Jean-Marie Vernie  | Isoglass       | s.t.     |